# Buddy Knox
Buddy Wayne Knox (Happy, 20 juli 1933 - Bremerton, 14 februari 1999) was een Amerikaanse zanger en songwriter, die vooral door zijn rockabilly-nummer 1-hit Party Doll bekend werd.

## Carrière
Knox leerde als kind reeds gitaar te spelen. Als teenager richtte hij met enkele vrienden van de highschool de band Rhythm Orchids op. In 1956 traden ze samen met Roy Orbison op in een radio-uitzending, die hun voorstelde om de muziekproducent Norman Petty op te zoeken in zijn studio in Clovis (New Mexico).
De band nam in Petty's studio drie nummers op, onder andere Party Doll, die hij samen had geschreven met zijn bassist Jimmy Bowen. Twee van de opgenomen nummers (Party Doll (A-kant) en I'm Sticking With You (B-kant)) werden in 1956 uitgebracht door het kleine Texaanse label Triple-D. De single werd in het Noord-Texaanse Panhandle en rondom Lubbock een gewestelijk succes. Derhalve verwierf Roulette Records de rechten voor de opnamen en publiceerde aan het begin van 1957 Party Doll met de nieuwe B-kant My Baby's Gone. De single plaatste zich in februari 1957 voor de eerste keer in de hitlijst voor 23 weken en verving in maart 1957 Young Love van Tab Hunter aan de kop van de hitparade. In de r&b-hitlijst scoorde Knox met Party Doll een 3e plaats en met zijn tweede hit Hula Love een 13e plaats.
De titel Party Doll werd in 1957 meermaals gecoverd. De succesvolste coverversie was die van Steve Lawrence (10e plaats, Top 100). Twee andere versies konden zich in de hitlijst plaatsen: de instrumentale versie van Wingy Manone and his Orchestra (56e plaats, Top 100) en de versie van Roy Brown (89e plaats, Top 100; 14e plaats r&b-hitlijst).
De volgende single Rock Your Little Baby to Sleep was minder succesvol (23e plaats, Top 100). Zijn tweede en laatste top 10-succes had hij met het nummer Hula Love, dat in de oorspronkelijke versie reeds in 1911 werd opgenomen door Dolly Connolly onder de naam My Hula Hula Love. Peter Kraus coverde het nummer voor de Duitstalige platenmarkt onder de titel Hula Baby (1e plaats, 1958,  Duitse singlehitlijst). Met Somebody Touched Me (22e plaats, Hot 100, 1958) had Knox nog eenmaal een respectabele hit bij Roulette Records.
Sinds januari 1959 werden op de platenpublicaties de Rhythm Orchids niet meer genoemd. Nadat de platensuccessen langzaam minder werden, wisselde Knox in het midden van 1960 Liberty Records, waar hij in 1961 een verdere top 40-hit had met een coverversie van de r&b-hit Lovey Dovey van The Clovers uit 1954. Ook zijn laatste notering Ling-Ting-Tong in de hitlijst in de vroege zomer van 1961 was een coverversie van een doowop-klassieker. Nadat hij na 1961 geen successen meer had op de popmuziekmarkt, ging hij verder met countrymuziek. In Groot-Brittannië bracht hij in 1962 de single She's Gone in de top 50.
Knox nam tot 1964 platen voor Liberty Records op en was in 1965 en 1966 onder contract bij Reprise Records, waar slechts vier singles verschenen. Na een onderbreking verschenen van 1968 tot 1971 nog zeven singles en een album bij United Artists Records. Tot aan het begin van de jaren 1980 verschenen platen bij Sunny Hill Records. Hitsuccessen had hij sinds 1961 al niet meer.

## Overlijden
Buddy Knox overleed in 1999 op 65-jarige leeftijd aan de gevolgen van longkanker. Zijn graf bevindt zich op het Dreamland Cemetery in Canyon (Texas).

## Discografie

### Singles
| Jaar | Titels Beide kanten van hetzelfde album behalve waar aangegeven    | Hitklassering | Hitklassering | Hitklassering | Album                    |
| Jaar | Titels Beide kanten van hetzelfde album behalve waar aangegeven    | VS            | VS R&B        | VK            | Album                    |
| ---- | ------------------------------------------------------------------ | ------------- | ------------- | ------------- | ------------------------ |
| 1957 | Party Doll My Baby's Gone (Non-album nummer)                       | 2             | 3             | 29            | Buddy Knox               |
| 1957 | Rock Your Little Baby To Sleep Don't Make Me Cry                   | 23            | —             | —             | Buddy Knox               |
| 1957 | Hula Love Devil Woman                                              | 12            | 13            | —             | Buddy Knox               |
| 1958 | Swingin' Daddy Whenever I'm Lonely                                 | 80            | —             | —             | Non-album nummers        |
| 1958 | Somebody Touched Me C'mon Baby                                     | 22            | —             | —             | Buddy Knox & Jimmy Bowen |
| 1959 | That's Why I Cry                                                   | 88            | —             | —             | Buddy Knox & Jimmy Bowen |
| 1959 | Teasable, Pleasable You                                            | 85            | —             | —             | Buddy Knox & Jimmy Bowen |
| 1959 | I Think I'm Gonna Kill Myself To Be With You                       | 55            | —             | —             | Non-album nummers        |
| 1959 | Taste Of The Blues I Ain't Sharin' Sharon                          | —             | —             | —             | Non-album nummers        |
| 1960 | Long Lonely Nights Storm Clouds                                    | —             | —             | —             | Non-album nummers        |
| 1960 | Lovey Dovey I Got You (Non-album track)                            | 25            | —             | —             | Buddy Knox's Golden Hits |
| 1961 | Ling, Ting, Tong The Kisses (They're All Mine) (Non-album nummer)  | 65            | —             | —             | Buddy Knox's Golden Hits |
| 1961 | Three Eyed Man All By Myself (van Buddy Knox's Golden Hits)        | —             | —             | —             | Non-album nummers        |
| 1962 | Chi-Hua-Hua Open Your Lovin' Arms                                  | —             | —             | —             | Buddy Knox's Golden Hits |
| 1962 | She's Gone Now There's Only Me (Non-album nummer)                  | —             | —             | 45            | Buddy Knox's Golden Hits |
| 1962 | Three Way Love Affair Dear Abby (van Buddy Knox's Golden Hits)     | —             | —             | —             | Non-album nummers        |
| 1963 | Tomorrow Is A Comin' Shadaroom                                     | —             | —             | —             | Non-album nummers        |
| 1963 | Thanks A Lot Hitchhike Back To Georgia                             | —             | —             | —             | Non-album nummers        |
| 1964 | Good Lovin' All Time Loser                                         | —             | —             | —             | Non-album nummers        |
| 1964 | Jo Ann Don't Make A Ripple                                         | —             | —             | —             | Non-album nummers        |
| 1965 | Good Time Girl Livin' In A House Full Of Love                      | —             | —             | —             | Non-album nummers        |
| 1965 | A Lover's Question You Said Goodbye                                | —             | —             | —             | Non-album nummers        |
| 1966 | That Don't Do Me No Good A White Sport Coat (and A Pink Carnation) | —             | —             | —             | Non-album nummers        |
| 1966 | Sixteen Feet Of Patio Love Has Many Ways                           | —             | —             | —             | Non-album nummers        |
| 1968 | Gypsy Man This Time Tomorrow                                       | —             | —             | —             | Gypsy Man                |
| 1968 | Today My Sleepless Nights Came Back To Town A Million Years Or So  | —             | —             | —             | Gypsy Man                |
| 1969 | God Knows I Love You Night Runners (van Gypsy Man)                 | —             | —             | —             | Non-album nummers        |
| 1969 | Salt Lake City I'm Only Rockin'                                    | —             | —             | —             | Non-album nummers        |
| 1970 | Back To New Orleans Yesterday Is Gone                              | —             | —             | —             | Non-album nummers        |
| 1970 | Glory Train White Dove                                             | —             | —             | —             | Non-album nummers        |
| 1971 | Travelin' Light Come Softly To Me                                  | —             | —             | —             | Non-album nummers        |

### Compilatiealbums
Buddy Knox — Greatest Hits — alle Roulette en Liberty opnamen
1. 1957: Party Doll
2. 1957: Storm Clouds
3. 1959: That's Why I Cry
4. 1957: Hula Love
5. 1959: C'mon Baby
6. 1959: All For You
7. 1959: I Think I'm Gonna Kill Myself
8. 1961: Lovey Dovey
9. 1961: Ling-Ting-Tong
10. 1958: Somebody Touched Me
11. 1957: Rock Your Little Baby to Sleep
12. 1957: Cause I'm In Love
13. 1958: Swinging Daddy
14. 1959: The Girl with the Golden Hair
15. 1957: Devil Woman
16. 1957: Mary Lou
17. 1957: Rock House
18. 1957: Maybellinne
19. 1957: Rock Around the Clock
20. 1962: She's Gone
21. 1962: Slippin' and Slidin'
22. 1962: Chi-Hua-Hua
23. 1962: Open Your Lovin' Arms
24. 1962: Dear Abby
25. 1962: Three Eyed Man
26. 1963: Tomorrow is a Comin'
27. 1963: Hitch Hike Back To Georgia
28. 1960: I Got You
29. 1959: I Ain't Sharin' Sharon
30. 1957: I'm in Love With You
31. 1960: Long Lonely Nights
32. 1965: Good Time Girl
33. 1965: Livin' in a House Full of Love
34. 1965: Love Has Many Ways
35. 1959: Teasable, Pleasable You

- Biblioteca Nacional de España: XX5012095
- Bibliothèque nationale de France: cb14043298c (data)
- Gemeinsame Normdatei: 134429788
- International Standard Name Identifier: 0000 0000 8101 5204
- Library of Congress Control Number: n95043912
- MusicBrainz: 0c45bbe7-f4d5-4d84-a382-4c1f132176e1
- Nationale Bibliotheek van Israël: 987007345600805171
- Nederlandse Thesaurus van Auteursnamen: 098853961
- Istituto Centrale per il Catalogo Unico: DDSV032674
- Système universitaire de documentation: 162382642
- Virtual International Authority File: 22343570
- WorldCat: E39PBJxH39DHTR6tQkRVMbGvHC